# Kalat
Kalat ou Qalat (Urdu: قلات) é uma cidade do Paquistão, capital do distrito de Kalat, província de Baluchistão.

## Demografia
- Homens: 11 454
- Mulheres: 11 105

(Censo 1998)
A população da cidade é na sua grande maioria muçulmana.